# Albert Southern Railway
Die Albert Southern Railway war eine Eisenbahngesellschaft in New Brunswick (Kanada). 
Sie wurde 1878 von Gaius S. Turner und einigen anderen Investoren gegründet, um die Ortschaft Alma an der Fundybucht an das Eisenbahnnetz anzuschließen. Die Bahn zweigte in Harvey von der Harvey Branch Railroad ab und führte durch unwegsames Gebiet und auf dem letzten Abschnitt steil abfallend nach Alma. 1888 traf die Lok ein und der erste 16,9 Kilometer lange Abschnitt bis West River konnte provisorisch eröffnet werden. Zunächst wurde nur Holz abtransportiert. Erst Mitte 1891 war der Rest der insgesamt 26,1 Kilometer langen, normalspurigen Strecke fertiggestellt. Die feierliche Eröffnung fand am 1. Juli 1891 statt. Ab diesem Zeitpunkt fuhren auch Personenzüge über die Strecke. Die Züge der Albert Southern benutzten die anschließende Bahnstrecke zumindest bis Albert mit.
Nachdem am 29. Juni 1894 die Brücke über den Shepody River bei Albert eingestürzt war, stellte man den Betrieb auf der Harvey Branch Railroad ein und die Albert Southern wurde zu einem Inselbetrieb ohne Gleisverbindung zu anderen Bahnen. 1900 oder 1901 endete der Verkehr auf der Bahnstrecke Harvey–Alma, die sich nun nicht mehr rentierte. Die Gleise wurden wenige Jahre später abgebaut.